# Serra Comics
Serra Comics – Festival Nacional de Quadrinhos e Cinema de Animação, é um festival anual que conta com inúmeras atrações como exposições, palestras, mostras de animação e oficinas. Criado por Rodrigodraw Miguel, produtor da animação e quadrinhos, passou por 2 anos de estudos e pesquisas, até ter sua primeira edição realizada em 2014, na cidade de Teresópolis, na Região Serrana do Rio de Janeiro.